# Ariënskonvikt
Het Ariënskonvikt was een rooms-katholieke priesteropleiding die ten dienste stond van het aartsbisdom Utrecht en het bisdom Groningen-Leeuwarden. Ook priesterstudenten van het bisdom Rotterdam, het bisdom Breda en bepaalde kloosterordes studeerden aan het convict. De opleiding had een aantal huizen in de binnenstad van Utrecht. Voor de theologieopleiding en de pastoraatsopleiding werkte het Ariënskonvikt samen met de Faculteit Katholieke Theologie te Utrecht.
Het Ariënskonvikt werd aan het einde van het studiejaar 2009/2010 gesloten door de aartsbisschop van Utrecht, Wim Eijk.
Priesterstudenten van het aartsbisdom (ver)volgden hun opleiding vanaf september 2010 aan De Tiltenberg, het grootseminarie van het bisdom Haarlem-Amsterdam.
Na de sluiting van het convict werd het Ariënsinstituut opgericht. Dit instituut draagt de verantwoordelijkheid voor de ingroei in het aartsbisdom en de coördinatie van de parochiestage van Utrechtse priesterkandidaten die elders studeren. De rector van het Ariënsinstituut maakt deel uit van de curie van het aartsbisdom.
Op 3 april 2014 maakte het Aartsbisdom Utrecht bekend weer te starten met een priesteropleiding in de Utrechtse binnenstad. Met ingang van september 2014 nemen priesterstudenten van het aartsbisdom hun intrek in het Ariënsinstituut. De studenten volgen hun theologische studie aan de FKT (tegenwoordig TST) of aan de Fontys Hogeschool, eveneens in de Utrechtse binnenstad.